# 鄂尔浑大学
鄂尔浑大学（英語：Orhon University）是蒙古国乌兰巴托的一家私立大学。

## 简介
1992年，鄂尔浑外语学院成立。2000年，根据蒙古国科学和教育部部长的第179号令，该校更名为鄂尔浑大学。该校主要教授外语，如英语、中文、日语、德语、俄语、法语、朝鲜语等等。